# Knud Engedal
Knud Engedal (født 18. marts 1942 i Sønderborg) er en dansk tidligere landsholdsmålmand i fodbold. Han nåede i perioden 1968-1969 at spille 17 landskampe.

## Karriere
Engedal blev født i Sønderborg den 18. marts 1942 og voksede op i Skelhøje ved Viborg.
Engedal startede sin seniorkarriere i Boldklubben "Frem" Skelhøje som 16-årig i 1958, hvor han startede som reservemålmand, da han ikke kunne slå Kurt Thybo Pedersen af posten som førstemålmand.
I 1962 flyttede han til Odense for at læse til maskiningeniør, og i den forbindelse begyndte han at spille for B 1913 i 1. division (landets bedste fodboldrække). I første omgang var han reservekeeper for landsholdsmålmanden Erik Lykke Sørensen, inden han senere blev fast mand i startopstillingen. Han var med til at få sølvmedaljer i 1962 og 1963, og samlet set blev det til 225 kampe i B 1913.
Han var førstemålmand for det danske landshold i 1968 og 1969, hvor han nåede at spille 17 kampe. Han skiftede herefter den til den svenske klub Västerås SK, hvor han skrev under på en semiprofessionel kontrakt, og herfor var det ikke længere muligt for Engedal at spille for det danske landshold. Han sagde blandt nej til at spille fuldtidsprofessionel i en hollansk klub og FC Køln, da han foretrak at have et civilt arbejde ved siden af sin fodboldkarriere. Han spillede for Västerås i ni sæsoner og spillede 300 kampe, inden han vendte hjem til Danmark i 1973.
Han holdt formen ved lige i Vejle Boldklub, idet familien var flyttet til Vejle. Kolding IF's træner, Ernst Netuka, overtalte ham til at spille for Kolding IF, selvom hans oprindelige plan var, at han i stedet ville fokusere på sin civile karriere. Han var med til at spille klubben først i 2. division (landets andenbedste række) og senere i 1. division. Egentlig stoppede han i sin aktive karriere i 1981, men grundet skader spillede han også en række kampe i foråret 1982 i en alder af 40 år.

## Virke efter aktiv fodboldkarriere
Efter karrierens afslutning var han målmandstræner i Vejle Boldklub og Odense Boldklub. Ydermere var målmandstræner inden for Dansk Boldspil-Union, inden han stoppede sit virke herfor omkring årtusindeskiftet.
Han blev i 2014 valgt som formand for Vejle Boldklubs amatørafdeling.